# Richard Comeau
Pour les articles homonymes, voir Comeau.
Richard Comeau est un monteur québécois né en 1960 à Chicoutimi, au Québec (Canada).

## Filmographie
- 1991 : La Tranchée
- 1991 : Les Sauf-conduits
- 1996 : Snowboard Academy
- 1996 : Cosmos
- 1997 : Face au mensonge (TV)
- 1997 : Le Siège de l'âme
- 1998 : Pendant ce temps...
- 1998 : Home Team
- 1998 : C't'à ton tour, Laura Cadieux
- 1998 : La Comtesse de Bâton Rouge
- 1998 : 2 secondes
- 2000 : Maelström
- 2000 : Méchant party
- 2001 : Heart: The Marilyn Bell Story
- 2001 : Nuit de noces
- 2001 : L'Ange de goudron
- 2002 : La Turbulence des fluides
- 2002 : Le Marais
- 2003 : 7 km² d'infini
- 2003 : Mambo italiano
- 2003 : Nuit d'orage
- 2004 : Accordéon de Michèle Cournoyer
- 2004 : Elles étaient cinq
- 2004 : C'est pas moi, c'est l'autre
- 2005 : L'Influence d'un trésor
- 2005 : American Haunting
- 2006 : Le Secret de ma mère
- 2006 : La Vie secrète des gens heureux
- 2007 : Ma fille, mon ange
- 2007 : Surviving My Mother
- 2009 : Polytechnique
- 2011 : Edwin Boyd
- 2012 : Rebelle
- 2016 : Un ours et deux amants
- 2017 : Outsider
- 2020 : Le Club Vinland
- 2024 : Lucy Grizzli Sophie

## Distinctions et nominations

### Récompenses
- 2013 : Prix Écrans canadiens du meilleur montage pour Rebelle

### Nominations
- 2005: Prix Génie du meilleur montage pour Elles étaient cinq
- 2005: Prix Jutra du meilleur montage image pour Elles étaient cinq